# متلازمة لانجر-جيديون
متلازمة لانجر-جيديون هو اضطراب وراثي جسمي غير شائع ناتج عن حذف مادة كروموسومية. يدعى اثنين من الأطباء الذين اضطلعوا بالبحوث الرئيسية في حالة في الستينيات. وعادة ما يتم التشخيص عند الولادة أو في مرحلة الطفولة المبكرة. 

## الأعراض
الاعراض تشمل: صعوبات التعلم، قصر القامة، ملامح الوجه فريدة من نوعها، الرأس الصغيرة وتشوهات الهيكل العظمي بما في ذلك النمو العظمي من أسطح العظام. وعادة ما يكون لدى الأفراد الذين يعانون من متلازمة لانجر-جيديون شعر فروة الرأس، والأذنين التي قد تكون كبيرة أو بارزة، والحاجبين واسعين، عيون عميقه مجموعة الأنف المصلي، الشفة العليا الضيقة الطويلة، والأسنان المفقودة. 

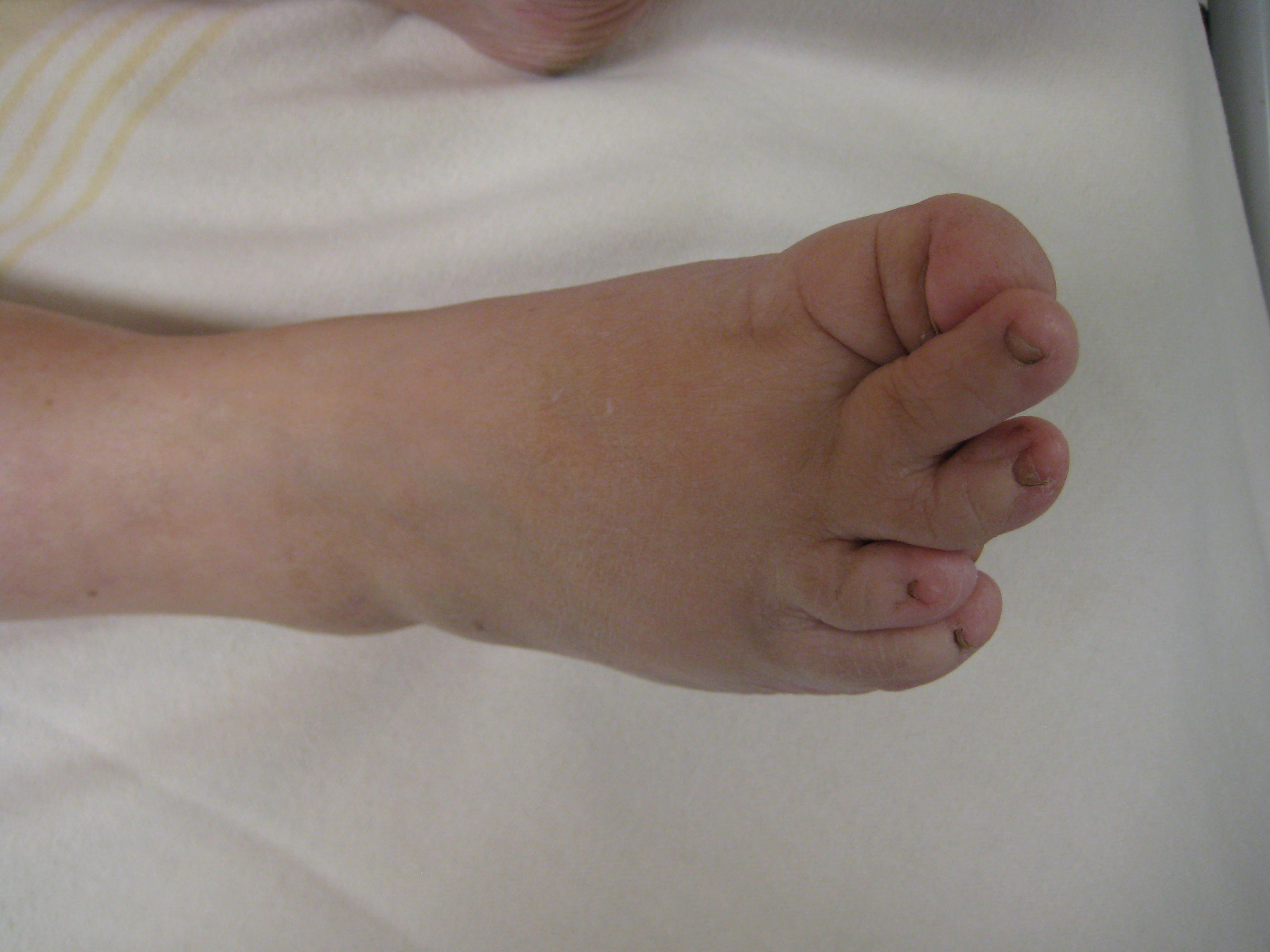
القدم اليمنى من شخص مع لانجر–Giedion متلازمة تظهر ملامح مميزة
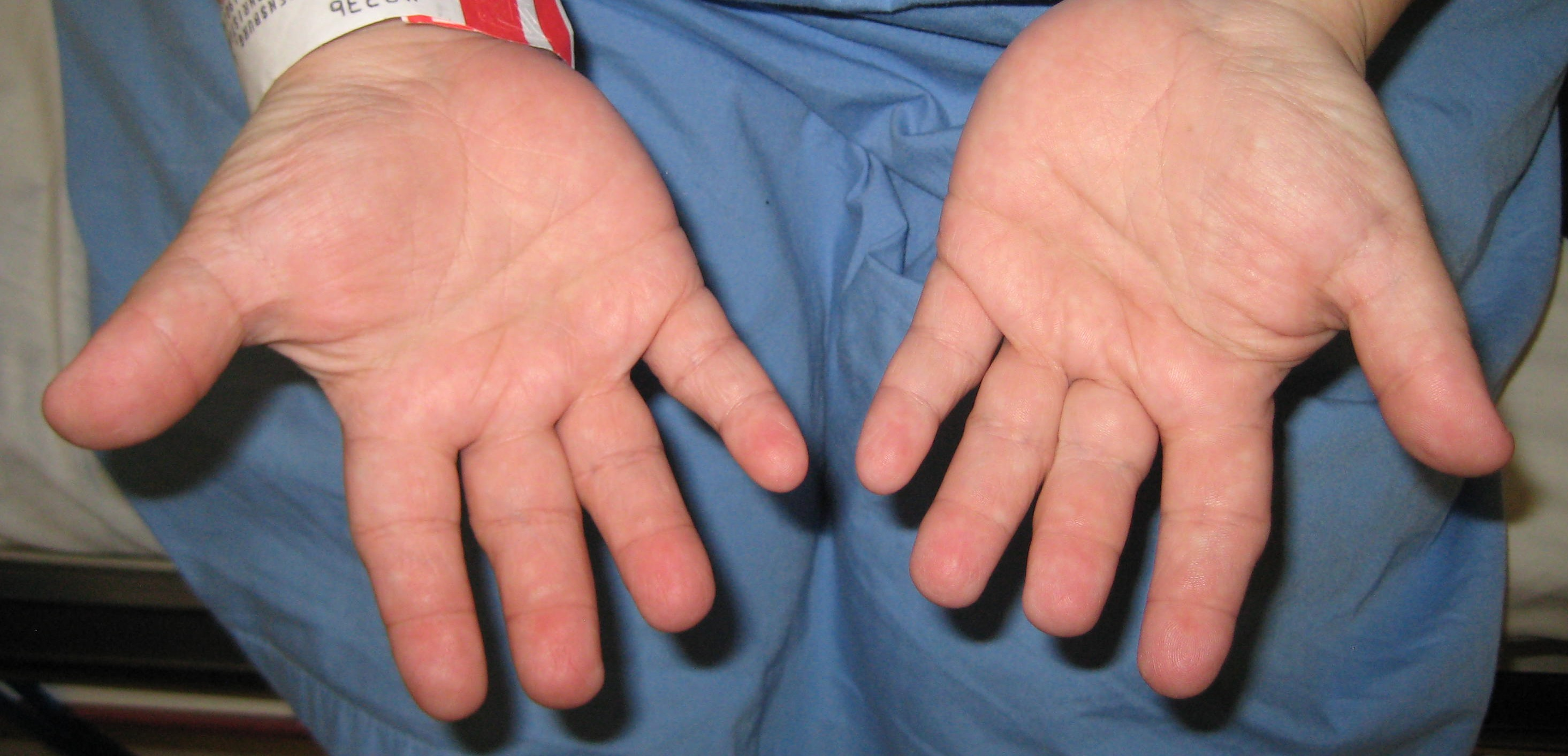
يد شخص مع لانجر–Giedion متلازمة عرض مميزة أصابع قصيرة.

## السبب
حذف 8q23.2 إلى q24.1. 
وهو ينطوي على فقدان TRPS1 و EXT1. 

### علم الوراثة
تحدث هذه المتلازمة عندما تكون قطعة صغيرة من ذراع كروموسوم 8 الطويلة، والتي تحتوي على عدد من الجينات، مفقودة. وفقدان هذه الجينات هو المسؤول عن بعض الخصائص الكلية لمتلازمة لانجر-جيديون. 
الجزء المفقود من الكروموسوم هو 8q23-q24. وتشمل هذه المنطقة الجينات TRPS1 و EXT1. 

## التشخيص
يستند التشخيص على النتائج السريرية ويمكن تأكيده عن طريق اختبار الخلايا الوراثية، عندما يكون الحذف في المتوسط 5 ميغابايت (الملايين من أزواج القاعدة). في الوقت الحاضر هناك ممارسة شائعة لتشغيل (صفيف كروموسوم التهجين الجينوم) دراسة على الدم المحيطي للمريض، من أجل الحد من مدى فقدان المنطقة الجينومية، والجينات المحذوفة. 

## العلاج
في حين لا يوجد متلازمة وراثية قادرة على الشفاء، والعلاجات المتاحة لبعض الأعراض. وقد استخدمت المثبتات الخارجية لإعادة بناء الحواف والوجه. 

## روابط خارجية
- Trichorhinophalangeal syndrome type 2 في معاهد الصحة الوطنية الأمريكية للأمراض النادرة